# Kałębie
Kałębie – jezioro rynnowe powstałe w epoce lodowcowej, wykształcone w niecce po rynnie subglacjalnej, pozostałej po przejściu lądolodu. We wczesnych latach po ustąpieniu lodowców, jezioro Kałębie i Czarne tworzyły jeden zbiornik. Jezioro położone jest w Borach Tucholskich, w powiecie starogardzkim, w województwie pomorskim, na północny wschód od Wdeckiego Parku Krajobrazowego. Połączone poprzez strugi z jeziorami Czarne oraz Słone. Znajdują się na nim dwie wyspy.
Największą miejscowością nadbrzeżną jest wieś Osiek, następnie Radogoszcz, Wycinki, Okarpiec oraz Wymysłowo.
Ponieważ Kałębie jest największym jeziorem w regionie etniczno-kutlurowym Kociewia, często jest określane mianem "Morza Kociewskiego".
Nad brzegiem jeziora znajdują się fragmenty murów i kamiennych fundamentów zamku krzyżackiego. Zamek ten swego czasu był niedużą budowlą o nieregularnym kształcie, zbudowaną na wyspie. Z czasem jednak Kałębie ewoluowało i obecnie zamek znajduje się na małym półwyspie położonym w pobliżu północnego brzegu jeziora.